# GOE (Бразилия)
Группа Специальных Операций (Grupo de Operações Especiais, аббревиатура GOE) была полицейским тактическим подразделением второго уровня Гражданской полиции штата Сан-Паулу, Бразилия. Она была аналогична CORE штата Рио-де-Жанейро. В 2019 году губернатор штата Сан-Паулу, Жоау Дория, распустил эту группу, и её члены были переведены в недавно созданное Управление стратегических полицейских операций (Departamento de Operações Policiais Estratégicas).

## История
Основанная в 1991 году, группа GOE оказывала помощь традиционным полицейским подразделениям в операциях с высоким риском, включая задержание опасных преступников, освобождение заложников, борьбу с терроризмом и подавление бунтов в тюрьмах. Она подчинялась Департаменту судебной полиции столицы (Departamento de Polícia Judiciária da Capital — DECAP).
В 2005 году подразделение переехало в новую штаб-квартиру в районе Кампу Белу в южной зоне Сан-Паулу, где была создана инфраструктура, соответствующая задачам тактической полицейской группы.
Эта группа отличилась арестом гражданки Ливана, Раны Абдель-Рахим Колейлат, скрывавшейся в Бразилии. Она была замешана в схемах, приведших к мошенничеству и обману инвесторов.

## Структура
Группа GOE Сан-Паулу насчитывает около 200 членов, имеет парк из 60 транспортных средств, 5 тактических подразделений, а также специализированное подразделение Delta с собственной службой разведки, полицейскими в гражданской одежде и немаркированными автомобилями, а также административные подразделения.
База группы расположена в районе Кампу Белу на юге города, где имеется необходимая инфраструктура для выполнения миссий и тренировок гражданской полиции.
На базе есть фитнес-центр и центр для тренировок по боевым искусствам, скалодром и оборудование для спуска с высоты, тренировочные помещения для CQB/CQC (бои в замкнутых пространствах), учебные аудитории, конференц-залы, жилые помещения, раздевалки, мастерская для обслуживания оружия и парковка.
Там полицейские проводят физические тренировки и тренировки по самообороне с упором на боевые искусства, такие как айкидо и джиу-джитсу. Также выполняются тренировки по бою с ножами, раздвижными дубинками, подходу к транспортным средствам, использованию нелетального оружия и другим аспектам, направленным на повышение квалификации членов группы.
Однако огневая подготовка обычно проводится на территории полицейской академии в городе Моги-дас-Крузис.
Обмен опытом и курсы часто проводятся в различных известных национальных учреждениях, таких как: CORE/PCERJ, Парашютная бригада армии, Технологический центр армии, а также за рубежом — например, с подразделениями SWAT ФБР США, GOES Колумбии, GSG 9 Германии, GOE Португалии, GEO Испании и другими.
Сотрудники GOE подготовлены для выполнения различных задач, включая действия и боевые операции в условиях чрезвычайных ситуаций CBRN (химические, биологические, радиологические и ядерные угрозы), противодействие нерегулярным военным формированиям, задержание вооружённых и опасных преступников, ведение боя и патрулирование в городских районах, защиту в ограниченных пространствах, борьбу с терроризмом и управление кризисами при спасении заложников, обезвреживание и утилизацию бомб, тактическую стрельбу, патрулирование и передвижение в районах высокого риска, обеспечение безопасности в зонах с угрозой нападений или терактов, поддержку при контроле толпы и подавлении беспорядков, тактическое вождение, а также выполнение других задач, связанных со специальными операциями.
Многие из них ранее служили в других тактических подразделениях, а некоторые даже несколько лет проходили службу в Вооружённых силах Бразилии.

## Служба
GOE являлась подразделением с особыми функциями и имела основную задачу — оказывать помощь правоохранительным органам и их сотрудникам в выполнении миссий судебной полиции.
Эта помощь обычно предоставляется, когда деятельность, которую необходимо выполнить, из-за своей сложности выходит за рамки подготовки сотрудников или требует ресурсов, которыми они не располагают. GOE в рамках района DECAP выполняла задачи специализированного превентивного патрулирования.
Некоторые основные задачи GOE включали:
- Задержание вооружённых и опасных преступников.
- Управление кризисными ситуациями, такими как контроль гражданских беспорядков, спасение заложников, подавление бунтов заключённых, обеспечение безопасности в районах с риском нападений или терроризма, борьба с городским терроризмом.
- Противодействие нерегулярным военным формированиям.
- Сопровождение и/или перевозка особо опасных заключённых.
- Охрана общественных и/или частных объектов гражданской полиции.
- Тактические правоохранительные операции высокого риска.
- Проникновение в опасные районы в поддержку других подразделений или гражданской полиции при выполнении задач специализированного превентивного патрулирования.
- Обыск и изъятие.
- Защита VIP персон.